# Coupe de Russie 1996
Navigation
Édition suivante
La Coupe de Russie est une compétition internationale de patinage artistique qui se déroule en Russie au cours de l'automne. Elle accueille des patineurs amateurs de niveau senior dans quatre catégories: simple messieurs, simple dames, couple artistique et danse sur glace.
La première Coupe de Russie est organisée du 12 au 15 décembre 1996 à Saint-Pétersbourg. Elle succède à une compétition organisée à Moscou entre 1966 et 1990, le Moscou Skate, dont la dernière édition a eu lieu en 1990.

## Première Coupe de Russie
L'International Skating Union crée en 1995 un Grand Prix ISU pour les patineurs amateurs. Il se compose de cinq épreuves organisées par les cinq fédérations des pays :
- le Skate America
- le Skate Canada
- la Coupe d'Allemagne
- le Trophée de France
- le Trophée NHK

La Coupe de Russie  vient s'ajouter aux cinq épreuves précédentes en 1996.
La Coupe de Russie est la sixième compétition de la Série des champions ISU senior de la saison 1996/1997.

## Résultats

### Messieurs
| Rang    | Nom               | Pays        | Points | Prog. court | Prog. libre |
| ------- | ----------------- | ----------- | ------ | ----------- | ----------- |
| 1       | Aleksey Urmanov   | Russie      | 1.5    | 1           | 1           |
| 2       | Aleksey Yagudin   | Russie      | 3.0    | 2           | 2           |
| 3       | Michael Weiss     | États-Unis  | 4.5    | 3           | 3           |
| 4       | Evgeni Plushenko  | Russie      | 7.5    | 7           | 4           |
| 5       | Naoki Shigematsu  | Japon       | 8.0    | 4           | 6           |
| 6       | Jeffrey Langdon   | Canada      | 10.0   | 10          | 5           |
| 7       | Daniel Hollander  | États-Unis  | 10.0   | 6           | 7           |
| 8       | Steven Cousins    | Royaume-Uni | 10.5   | 5           | 8           |
| 9       | Andrejs Vlascenko | Allemagne   | 13.0   | 8           | 9           |
| 10      | Thierry Cérez     | France      | 15.5   | 9           | 11          |
| 11      | Szabolcs Vidrai   | Hongrie     | 16.0   | 12          | 10          |
| Abandon | Michael Tyllesen  | Danemark    |        | 11          |             |

### Dames
| Rang    | Nom               | Pays       | Points | Prog. court | Prog. libre |
| ------- | ----------------- | ---------- | ------ | ----------- | ----------- |
| 1       | Irina Sloutskaïa  | Russie     | 2.5    | 3           | 1           |
| 2       | Julia Lautowa     | Autriche   | 4.0    | 2           | 3           |
| 3       | Olga Markova      | Russie     | 4.5    | 1           | 4           |
| 4       | Ielena Sokolova   | Russie     | 5.0    | 6           | 2           |
| 5       | Szusanna Szwed    | Pologne    | 8.5    | 7           | 5           |
| 6       | Krisztina Czakó   | Hongrie    | 8.5    | 5           | 6           |
| 7       | Fumie Suguri      | Japon      | 11.0   | 4           | 9           |
| 8       | Jennifer Robinson | Canada     | 11.5   | 9           | 7           |
| 9       | Yulia Lavrenchuk  | Ukraine    | 13.5   | 10          | 8           |
| Abandon | Sydne Vogel       | États-Unis |        | 8           |             |

### Couples
| Rang    | Nom                                  | Pays       | Points | Prog. court | Prog. libre |
| ------- | ------------------------------------ | ---------- | ------ | ----------- | ----------- |
| 1       | Mandy Wötzel / Ingo Steuer           | Allemagne  | 2.0    | 2           | 1           |
| 2       | Marina Eltsova / Andrei Bushkov      | Russie     | 2.5    | 1           | 2           |
| 3       | Oksana Kazakova / Artur Dmitriev     | Russie     | 4.5    | 3           | 3           |
| 4       | Shelby Lyons / Brian Wells           | États-Unis | 6.0    | 4           | 4           |
| 5       | Elena Berejnaïa / Anton Sikharulidze | Russie     | 7.5    | 5           | 5           |
| 6       | Dorota Zagórska / Mariusz Siudek     | Pologne    | 10.0   | 8           | 6           |
| 7       | Danielle Carr / Stephen Carr         | Australie  | 10.0   | 6           | 7           |
| 8       | Evgenia Filonenko / Igor Marchenko   | Ukraine    | 11.5   | 7           | 8           |
| 9       | Danielle Hartsell / Steve Hartsell   | États-Unis | 14.0   | 10          | 9           |
| Abandon | Jodeyne Higgins / Sean Rice          | Canada     |        | 9           |             |

### Danse sur glace
| Rang | Nom                                   | Pays        | Points | Danse imposée | Danse originale | Danse libre |
| ---- | ------------------------------------- | ----------- | ------ | ------------- | --------------- | ----------- |
| 1    | Anzhelika Krylova / Oleg Ovsiannikov  | Russie      | 2.0    | 1             | 1               | 1           |
| 2    | Irina Lobatcheva / Ilia Averboukh     | Russie      | 4.0    | 2             | 2               | 2           |
| 3    | Elizabeth Punsalan / Jerod Swallow    | États-Unis  | 6.0    | 3             | 3               | 3           |
| 4    | Sylwia Nowak / Sebastian Kolasiński   | Pologne     | 8.0    | 4             | 4               | 4           |
| 5    | Ekaterina Davydova / Roman Kostomarov | Russie      | 10.0   | 5             | 5               | 5           |
| 6    | Tatiana Navka / Nikolai Morozov       | Biélorussie | 12.0   | 6             | 6               | 6           |
| 7    | Galit Chait / Sergei Sakhnovski       | Israël      | 14.0   | 7             | 7               | 7           |
| 8    | Eve Chalom / Mathew Gates             | États-Unis  | 16.0   | 8             | 8               | 8           |
| 9    | Olena Hrushyna / Ruslan Honcharov     | Ukraine     | 18.0   | 9             | 9               | 9           |
| 10   | Megan Wing / Aaron Lowe               | Canada      | 20.0   | 10            | 10              | 10          |
| 11   | Barbara Piton / Alexandre Piton       | France      | 22.0   | 11            | 11              | 11          |

## Sources
- Résultats de la Coupe de Russie 1996
- Patinage Magazine N°55 (Décembre 1996-Janvier/Février 1997)